# Das Lucas Trio
Das Lucas Trio war ein deutsches Vokalensemble der frühen 1950er Jahre.

## Geschichte
Botho Lucas gründete 1950 mit dem Gitarristen Günter Vogel und dem Bassisten Horst Schwarm das Lucas-Trio. Neben Auftritten in Berlin musizierte das Trio, für das Lucas auch die Vokalarrangements beisteuerte, regelmäßig für Rundfunksendungen des RIAS. 1951 wechselte die Formation des Lucas-Trios: für Vogel übernahm Arno Goßrau die Gitarre und für Schwarm der spätere Cellist Hans Berthold den Bass. In dieser Zusammensetzung konnte das Lucas-Trio seine größten Erfolge verbuchen. Anfang der 1950er Jahre folgten die ersten Plattenverträge für Titel wie Kleiner Bär von Berlin und Kleiner weißer Schneemann. Bei letzterem wirkte auch der Hammondorganist Gerhard Gregor als Gastmusiker mit. Es folgten verschiedene Tourneen und weitere Auftritte im Rundfunk. 
Durch die Kombination von Akkordeon, Gitarre und Bass traf die Gruppe den Geschmack der Zeit und wurde rasch populär. 1955 kam das Trio noch zu einem Auftritt im Filmlustspiel Liebe, Tanz und 1000 Schlager, doch mit dem Tod Arno Gossraus im weiteren Verlauf des Jahres brach die Gruppe auseinander. 
Der Bassist Hans Berthold heiratete Grit „Gigi“ Erhardt, die älteste Tochter von Heinz Erhardt, ließ sich in Hamburg nieder und arbeitete als Cellist, u. a. für die Hamburger Staatsoper und James Last. Botho Lucas gründete den Botho-Lucas-Chor und ging nach Köln, wo er u. a. für Bibi Johns, Caterina Valente, Chris Howland und Bill Ramsey tätig war.
Die Musikproduzentin und Tochter von Hans Berthold, Nicola Tyszkiewicz, hat im Jahr 2013 14 Titel überarbeiten lassen. Diese werden unter dem Titel Best of Lucas Trio über verschiedene Onlineportale angeboten.

## Coverversionen
Götz Alsmann nahm 1997 Kleiner weißer Schneemann für sein Album Gestatten… Götz Alsmann auf.

## Diskografie  (Auswahl)
- 1950: Das gibt’s nur in Berlin
- 1952: Kleiner Bär von Berlin
- 1953: Der lange Jan aus Amsterdam
- 1953: Brennend heißer Wüstensand, mit Freddy Quinn
- 1953: Kleine Kellnerin Aus Heidelberg
- 1955: Hinein - Hinein - Hinein! (Vinyl)